# Agrostis hideoi
Agrostis hideoi é uma espécie de gramínea do gênero Agrostis, pertencente à família Poaceae.